# Veep - Vicepresidente incompetente
Veep - Vicepresidente incompetente (Veep) è una serie televisiva statunitense trasmessa dal 2012 sul canale via cavo HBO e, in Italia su Sky Atlantic dal 2014. Ideata dallo sceneggiatore scozzese Armando Iannucci, la serie è un adattamento della serie comica inglese The Thick of It, anch'essa ideata da Iannucci. 
Ambientata nell'ufficio di Selina Meyer, immaginaria vicepresidente degli Stati Uniti d'America, con lo stesso stile realistico, detto cinéma-vérité, utilizzato in The Thick of It, la serie segue la vicepresidente e il suo disastroso staff raccontando i loro sforzi per lasciare il segno nella politica americana, evitando di rimanere intrappolati nei giochi politici che caratterizzano il governo degli Stati Uniti.
Sin dagli inizi, Veep è stata acclamata dalla critica, vincendo numerosi premi televisivi. La serie è stata nominata per sei anni consecutivi ai premi Emmy come "migliore serie commedia", vincendo con la quarta, quinta e sesta stagione. L'interpretazione di Julia Louis-Dreyfus le ha fatto vincere sei Emmy come "migliore attrice protagonista in una serie commedia". Lo stesso è avvenuto per Tony Hale, che nella serie interpreta l'assistente personale della Vicepresidente, il quale ha ricevuto cinque candidature consecutive agli Emmy come "migliore attore non protagonista in una serie commedia", vincendo nel 2013 e nel 2015. Per i ruoli comprimari hanno ricevuto candidature anche Anna Chlumsky (5), Gary Cole (1), Hugh Laurie (1) e Matt Walsh (2).
La serie è stata rinnovata per una settima e ultima stagione di sette episodi, andata in onda nella primavera del 2019.

## Trama
La serie segue la vita personale e pubblica di Selina Meyer (Julia Louis-Dreyfus), Vicepresidente degli Stati Uniti d'America e, in seguito, Presidente. Il suo partito politico non è reso noto, tuttavia, nel finale della quarta stagione, viene suggerito che sia membro del Partito Democratico. Ex senatrice per lo stato del Maryland, si fa intendere che la Meyer abbia corso per primarie del suo partito del 2012, perdendole contro Stuart Hughes. Dopo la sconfitta, la Meyer decide di affiancare Hughes per la corsa alla Presidenza come candidata Vicepresidente, vincendo le elezioni e ottenendo la carica.
Lo staff della Vicepresidente, dal cui lavoro lei dipende totalmente, comprende la Capo di gabinetto (chief of staff) Amy Brookheimer (Anna Chlumsky), il direttore della comunicazione Mike McClintock (Matt Walsh), il vicedirettore della comunicazione Dan Egan (Reid Scott), l'assistente personale Gary Walsh (Tony Hale) e la segretaria personale Sue Wilson (Sufe Bradshaw). In seguito lo staff si allargherà al Capo di gabinetto della Casa Bianca Ben Cafferty (Kevin Dunn) e lo stratega politico Kent Davison (Gary Cole). Inoltre, Jonah Ryan (Timothy Simons), dipendente della Casa Bianca che funge da tramite con la Vicepresidente (e in seguito deputato del New Hampshire) compare ripetutamente nel corso della serie.
Sin dall'inizio della serie la Meyer è isolata e ignorata dal Presidente Hughes. Solo dalla seconda stagione riesce ad acquisire influenza e, alla fine della stagione, considera apertamente la possibilità di sfidare Hughes alle elezioni del 2016. Questa possibilità acquista importanza fondamentale nel momento in cui Hughes decide di non ricandidarsi facendo mettere in moto alla Meyer la sua campagna elettorale nel corso della terza stagione. Tuttavia, Hughes decide improvvisamente di dare le dimissioni, facendo assumere a Selina l'incarico di Presidente. Durante la quarta stagione la Presidente cerca di calarsi nel suo nuovo ruolo, portando avanti, allo stesso tempo, la sua campagna elettorale, entrambe le cose segnate da una serie di scandali. L'elezione presidenziale del 2016 si conclude con un pareggio nel Collegio elettorale tra la Meyer e l'avversario Bill O'Brien (Brad Leland), rimettendo la scelta ad un voto della Camera dei Rappresentanti durante la quinta stagione, dopo che un tentativo di riconteggio in Nevada risulta inutile per rovesciare il risultato del voto. Tuttavia, anche la consultazione della Camera si conclude con un pareggio, rimandando la decisione ad un voto del Senato, che, però, può solo eleggere uno dei due candidati Vicepresidenti. Al termine della quinta stagione, il voto del Senato si conclude con un nuovo pareggio, che viene superato con il voto decisivo del Vicepresidente della Meyer, Andrew Doyle (Phil Reeves), il quale permette a Laura Montez (Andrea Savage) di assumere la Presidenza degli Stati Uniti, facendo perdere il candidato Vicepresidente della Meyer, Tom James (Hugh Laurie). La sesta stagione ritrae per la prima volta la Meyer senza un incarico ufficiale, mentre cerca di assicurare un lascito politico scrivendo un libro, creando una fondazione e cercando di erigere una biblioteca presidenziale. Alla fine della stagione la Meyer prende la decisione di candidarsi nuovamente alla Presidenza. 
Veep ritrae anche la vita personale di Selina Meyer, tra cui il difficile rapporto con la figlia Catherine (Sarah Sutherland) e il suo ex marito Andrew (David Pasquesi). Sono raccontate anche le vite, le carriere e le relazioni degli altri personaggi, che spesso si intrecciano con la principale linea narrativa, ironizzando sulle attività politiche e le dinamiche del moderno governo degli Stati Uniti.

## Episodi
| Stagione         | Episodi | Prima TV USA | Prima TV Italia |
| ---------------- | ------- | ------------ | --------------- |
| Prima stagione   | 8       | 2012         | 2014            |
| Seconda stagione | 10      | 2013         | 2014            |
| Terza stagione   | 10      | 2014         | 2014            |
| Quarta stagione  | 10      | 2015         | 2015            |
| Quinta stagione  | 10      | 2016         | 2016            |
| Sesta stagione   | 10      | 2017         | 2017            |
| Settima stagione | 7       | 2019         | 2019            |

## Personaggi e interpreti

### Personaggi principali
- Selina Meyer, interpretata da Julia Louis-Dreyfus.
- Amy Brookheimer, interpretata da Anna Chlumsky.
- Gary Walsh, interpretato da Tony Hale.
- Dan Egan, interpretato da Reid Scott.
- Jonah Ryan, interpretato da Timothy Simons.
- Mike McLintock, interpretato da Matt Walsh.
- Sue Wilson, interpretata da Sufe Bradshaw.
- Ben Cafferty, interpretato da Kevin Dunn.
- Kent Davison, interpretato da Gary Cole.
- Richard Splett, interpretato da Sam Richardson.

### Personaggi secondari

#### Familiari e amici
- Catherine Meyer, interpretata da Sarah Sutherland.
- Ted Cullen, interpretato da Andy Buckley.
- Ed Webster, interpretato da Zach Woods.
- Dana, interpretata da Jessica St. Clair.
- Andrew Meyer, interpretato da David Pasquesi.
- Wendy Keegan, interpretata da Kathy Najimy.
- Charlie Baird Jr., interpretato da John Slattery.
- Marjorie Palmiotti, interpretata da Clea DuVall.

#### Politici

##### Camera dei Rappresentanti
- Roger Furlong, interpretato da Dan Bakkedahl.
- Will, interpretato da Nelson Franklin.
- Jim Marwood, interpretato da David Rasche.
- Owen Pierce, interpretato da Paul Fitzgerald.

##### Senato
- Andrew Doyle, interpretato da Phil Reeves.
- Teddy Sykes, interpretato da Patton Oswalt.
- Bill O'Brien, interpretato da Brad Leland.
- Tom James, interpretato da Hugh Laurie.
- Laura Montez, interpretata da Andrea Savage.

##### Altri politici
- Danny Chung, interpretato da Randall Park.
- George Maddox, interpretato da Isiah Whitlock Jr..
- Bill Ericsson, interpretato da Diedrich Bader.
- Joe Thornhill, interpretato da Glenn Wrage.
- Bob Bradley, interpretato da Martin Mull.
- Jeff Cane, interpretato da Peter MacNicol.
- Mohammed bin Nasser bin Khalifa Al Jaffar, interpretato da Usman Ally.

#### Altri
- Sidney Purcell, interpretato da Peter Grosz.
- Leon West, interpretato da Brian Huskey.
- Minna Häkkinen, interpretata da Sally Phillips.
- Martin Collins, interpretato da William L. Thomas.
- Lea Patterson, interpretata da Jessie Ennis.
- Karen Collins, interpretata da Lennon Parham.
- Jane McCabe, interpretata da Margaret Colin.

## Sviluppo

### The Thick of It

#### La serie BBC
Prima di creare Veep, il comico scozzese Armando Iannucci creò una serie televisiva di genere satirico per la BBC, The Thick of It, ambientata in un fittizio dipartimento del governo del Regno Unito. The Thick of It fu trasmessa per la prima volta nel 2005 e vince numerosi premi. Iannucci diresse anche un film spin-off della serie, In the Loop, che fu distribuito nel 2009 e ricevette una nomination agli Oscar come "Migliore sceneggiatura non originale".

#### Episodio pilota per ABC
Un episodio pilota per una versione statunitense di The Thick of It fu inizialmente prodotto al fine di proporre la serie al canale ABC per la stagione televisiva 2007-2008. L'episodio era stato sviluppato per il pubblico statunitense dai produttori Mitch Hurwitz e Richard Day di Arrested Development e ruotava attorno alla vita quotidiana di un membro di basso livello del Congresso degli Stati Uniti d'America e del suo staff. Il pilota era stato diretto da Christopher Guest e prodotto da Sony Pictures TV e BBC Worldwide. L'ideatore Armando Iannucci fu accreditato nella produzione, ma non venne coinvolto nella realizzazione dell'episodio.
Nell'episodio, John Michael Higgins interpreta Albert Alger, un neoeletto membro del Congresso, e Oliver Platt interpreta il presidente del Comitato Malcolm Tucker. L'attrice Rhea Seehorn è Ollie Tadzio, una giovane ed ambiziosa speechwriter, e Michael McKean interpreta Glen Glahm, a capo dello staff di Alger.
Tuttavia l'emittente ABC non ha accettato di inserire la serie nel suo palinsesto autunnale del 2007. Iannucci prese inoltre le distanze dal pilota affermando «Era terribile... hanno preso l'idea e buttato via tutto lo stile. Era tutto girato in maniera convenzionale e non c'era improvvisazione, né imprecazioni. Non è stato accettato, grazie a Dio».

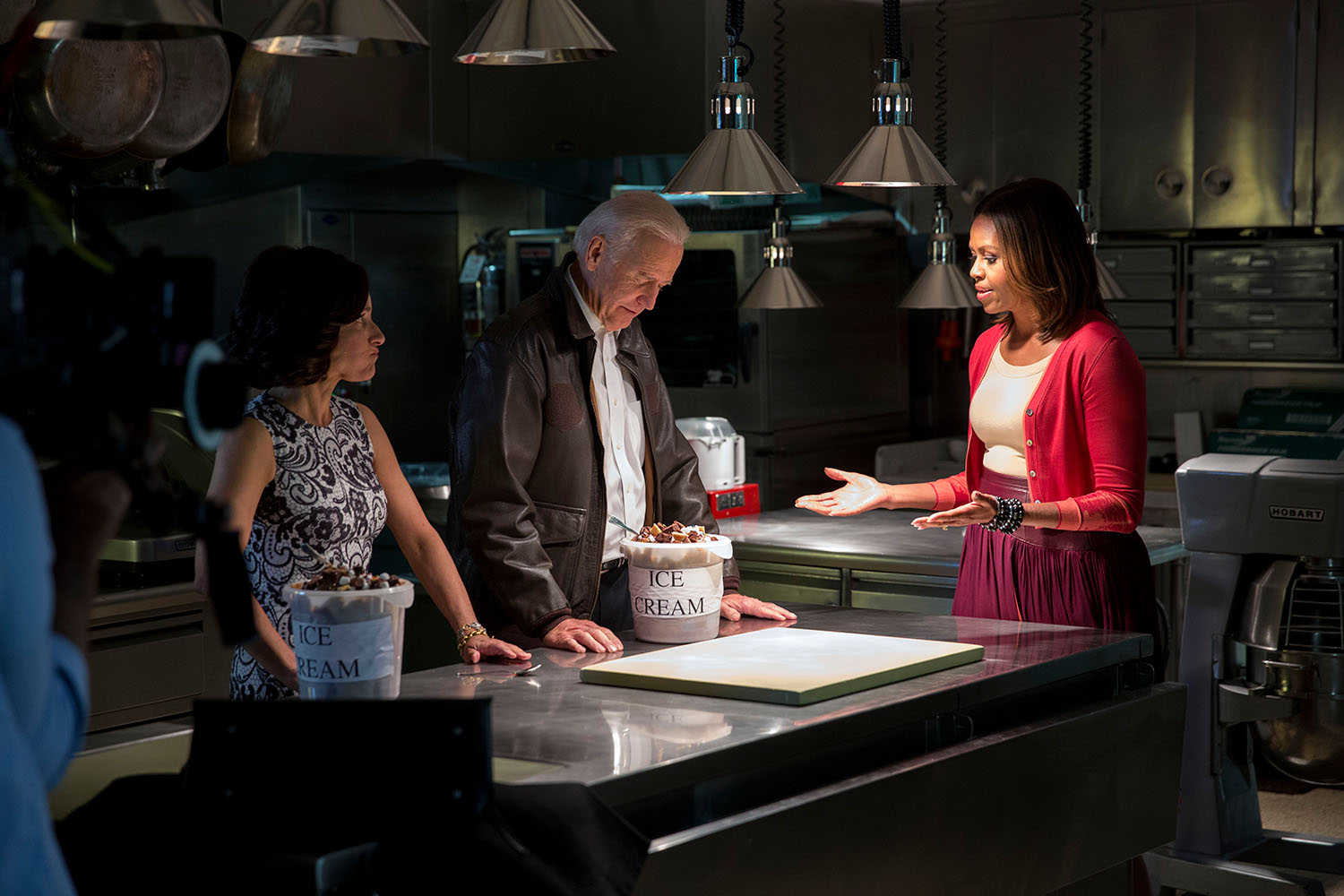
Julia Louis-Dreyfus insieme a Joe Biden, Vicepresidente degli Stati Uniti, e Michelle Obama, First Lady, in uno sketch realizzato per la "Cena dei Corrispondenti" del 2014

### Sviluppo della serie per HBO
Dopo che l'episodio pilota è stato rifiutato da ABC, diverse emittenti, tra cui HBO, Showtime e NBC, hanno espresso interesse per la serie. Iannucci è rientrato in trattative con HBO sull'adattamento della serie, ottenendo alla fine del 2009 la commissione di un nuovo pilota per una serie ambientata nell'ufficio del vicepresidente degli Stati Uniti d'America ed intitolata Veep (un soprannome derivato dalle iniziali "VP").
Iannucci ha ottenuto così un maggior controllo creativo dello show, e ha co-sceneggiato l'episodio pilota insieme a Simon Blackwell, con il quale aveva già lavorato alla serie britannica The Thick of It.
HBO ha annunciato la commissione di un'intera stagione nell'aprile del 2011 e, più tardi, nel gennaio 2012, ha reso noto che la serie sarebbe stata trasmessa a partire dal 22 aprile 2012.
In un'intervista del 17 aprile 2012 durante il programma The Daily Show, Louis-Dreyfus ha affermato che è nelle intenzioni degli sceneggiatori, in linea con la serie della BBC, non mostrare sullo schermo il Presidente degli Stati Uniti d'America e non rivelare il partito politico dei personaggi. Tuttavia, l'affiliazione politica della Meyer è suggerito nell'episodio "Election Night", dove gli Stati vinti dalla Meyer sono indicati con il blu, colore tipico del Partito Democratico.

## Produzione

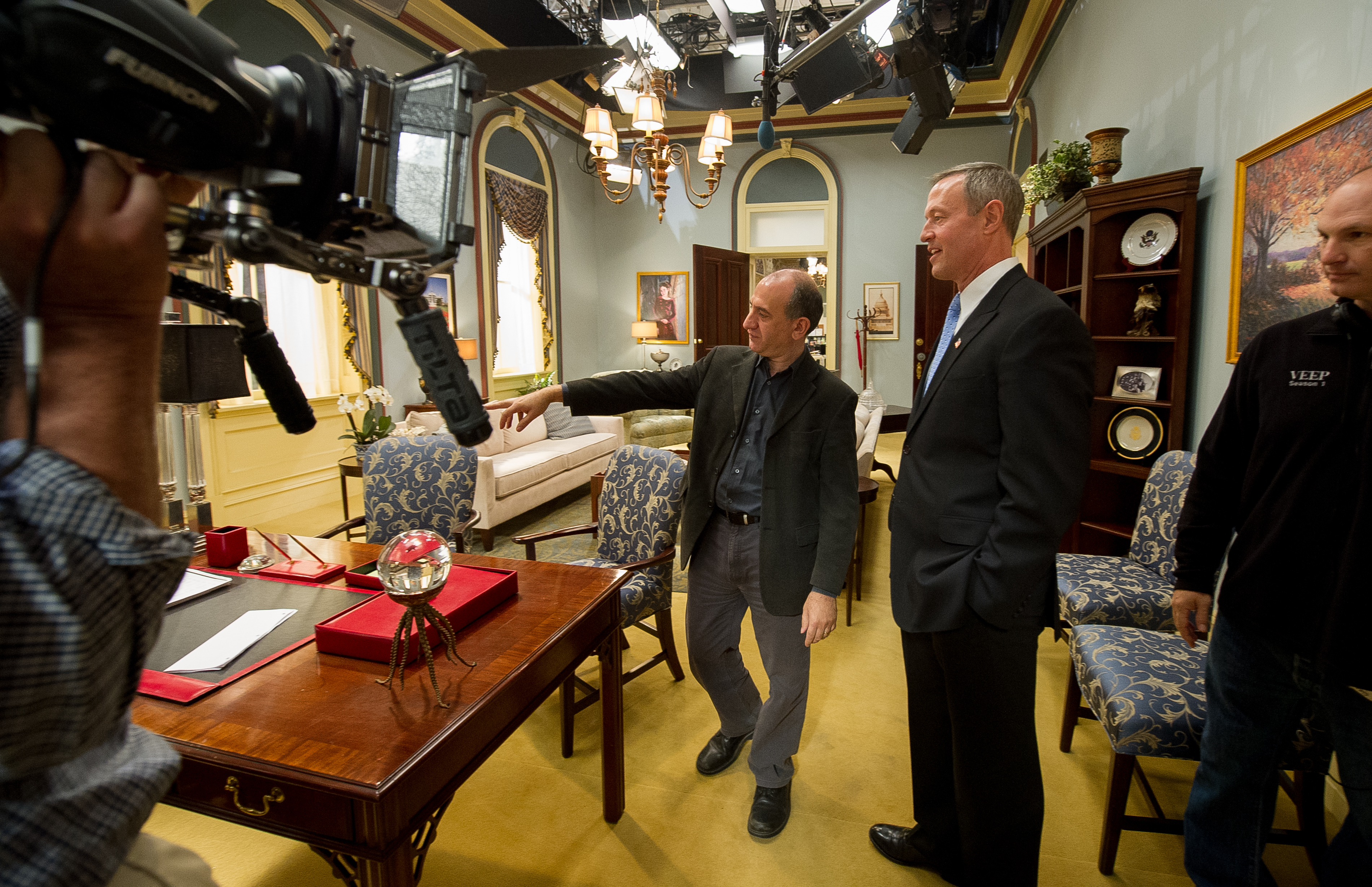
Armando Iannucci sul set di Veep insieme a Martin O'Malley, Governatore del Maryland, in visita agli studi nel 2013.

Le riprese dell'episodio pilota sono terminate nel marzo del 2011. La serie è stata girata a Baltimora a partire dalla fine del 2011.
Il 30 aprile 2012 la serie è stata rinnovata per una seconda stagione di 10 episodi, in seguito anche per una terza, sempre di 10 episodi. HBO ha commissionato anche una quarta stagione, di 10 episodi. La serie ha ottenuto in seguito il rinnovo per una quinta stagione di 10 episodi, poi per una sesta, sempre di 10 episodi. Ed, infine, la serie è stata rinnovata per una settima stagione di 10 episodi. Il 7 settembre 2017 è stato ufficialmente confermato che la settima sarà l'ultima stagione.

## Riconoscimenti
Veep è stata candidata per quattro volte ai premi Emmy come miglior serie commedia, vincendo il premio per tre anni consecutivi dal 2015 al 2017. Sempre nel 2015 ha vinto gli Emmy per la miglior sceneggiatura (per l'episodio Election Night) e il miglior casting di una serie commedia. Inoltre la serie ha valso a Julia Louis-Dreyfus sei Emmy consecutivi come miglior attrice in una serie commedia e due candidature ai Golden Globe nella stessa categoria. Tra le altre interpretazioni apprezzate dalla critica vi sono quella di Tony Hale, vincitore di due Emmy su tre candidature come miglior attore non protagonista in una serie commedia, e quella di Anna Chlumsky, candidata a tre Emmy come miglior attrice non protagonista in una serie commedia.